# ハフィズ・ノル
モハマド・ハフィズ・ビン・モハマド・ノル（Mohammad Hafiz bin Mohd Nor、1988年8月22日 - ）は、Sリーグのホーム・ユナイテッドに所属するサッカー選手。シンガポール代表。ポジションはMF。

## 代表歴
シンガポール代表に初招集されたのは2013年で、同年6月7日のラオス代表戦で初出場。この試合は5-2で勝利した。